# Pseudanapis domingo
Pseudanapis domingo är en spindelart som beskrevs av Norman I. Platnick och Mohammad U. Shadab 1979. Pseudanapis domingo ingår i släktet Pseudanapis och familjen Anapidae.
Artens utbredningsområde är Ecuador. Inga underarter finns listade i Catalogue of Life.